# Pterodesmus brownelli
Pterodesmus brownelli är en mångfotingart som beskrevs av Cook 1896. Pterodesmus brownelli ingår i släktet Pterodesmus och familjen Cryptodesmidae. Inga underarter finns listade i Catalogue of Life.